# イド語
イド語、イード (Ido) は、人工言語の一種で、エスペラントの改修案として1908年に発表されたものである。
はじめはノーベル賞受賞者ヴィルヘルム・オストヴァルトなどの宣伝によってある程度の普及をおさめたが、改造が続き、エスペラントから移ってきた者はエスペラントへまた戻って行ってしまい、1930年を過ぎるころにはほぼ終息した。
「イード（Ido）」とはエスペラント及びイド語で「子供」や「子孫」を意味しており、「エスペラントの後継者」であることを示している。

## 概要
1907年に審議を開始した国際語選定委員会はルイ・クテュラの提示した改造案「イード」を修正案として取り入れるよう、エスペラント創始者ルドヴィコ・ザメンホフにそれを求めた。
このエスペラント改造案には多くのエスペランティストが、国際語の完成の期待を寄せた。多くの人は不完全なエスペラントがその発展にブレーキをかけるのではないかと思った。エスペラントの改造をしようとした人が数多く、1884年にエスペラントを初めて作ったザメンホフも、現在イド語に入っている複数形の-iの使用と対格形の-nをほとんどの場合でなくして、語順のため曖昧な場合だけ続けてすることを提案したが、可決には至らなかった。
ルイ・ド・ボーフロンはパリで行われた国際語選定代表者会で、国際語案の候補として、このエスペラントの改造案、「イド」を発表した。この改造案が発表された後、国際エスペラント運動は重大な分裂が続いた。この新しい計画は特にプロの言語学者から支持を受けた。しかし、エスペラントはボーフロンのような指導者無しに言語として確立したが、イディスト（イド語使用者）は発表後も文法規則を頻繁に変えていったため、一般のエスペランティスト達の支持を受けられなくなっていった。1920年代に入って改造はほぼ収束したものの、時はすでに遅く、多くのイディストたちが離れてしまった後だった。
ただし、組織化されたイド運動は現在でも存在し、インターネットのウェブページと少数の使用者たちによって支えられている。エスペラントのように一年に一回大会を開くが、エスペラントの世界大会が2000人程度であるのに対し、イド語大会の参加者は2001年以後、毎年20人未満の参加である。

## 文字と発音
エスペラント特有のĉ,ĵ,ŝ,ŭはそれぞれch,j,sh,wに変更され、ĥは廃止、ĝは単語によって別な文字に変更された。また、エスペラントにおけるjは同じ発音のyに置き換えられた。逆に、エスペラントのkvはquに、ks,kzはxになった。
また、アクセントは原則エスペラント同様最後から二番目の母音にあるが、その母音が二重母音である場合は最後から三番目の母音にアクセントがある。言い換えれば、イド語のアクセントは基本的に最後から二番目の音節にある。ただし、動詞の不定詞は明確に話すため最後にアクセントがおかれる。

## 文法
人工言語として、イド語の文法は例外や不規則動詞活用がなく、文法は他の言語より覚えやすい。以下は単語の最後に付く部分(接尾辞)の説明。
- 名詞単数形：-o
- 名詞複数形：-i　（エスペラントでは-oj)
- 形容詞：-a (エスペラントでは複数形-ajがある)
- 副詞：-e
- 動詞不定現在形：-ar  （エスペラントの-iに相当)
- 動詞不定未来形：-or　（エスペラントにはない）
- 動詞不定過去形：-ir　（エスペラントにはない）
- 動詞現在形：-as
- 動詞未来形：-os
- 動詞過去形：-is
- 動詞命令形：-ez　（エスペラントでは-u)
- 仮定形：-us

### 人称代名詞
()内は同義のエスペラント 同じ場合は省略
|       | 単数                                                               | 複数              |
| 1人称 | me - 私 (mi)                                                       | ni - 私たち       |
| 2人称 | vu - あなた (vi) tu - 君、お前 (ci)                                | vi - あなたたち   |
| 3人称 | el(u) - 彼女 (ŝi) il(u) - 彼 (li) ol(u) - それ(ĝi) lu - その人(ri) | ili - 彼等/彼女等 |

現在のエスペラントではciはほとんど使われていない。riはまだ正式に認められているとは言いがたいが、対応する単語の例として示した。
再帰代名詞 su - 自身(si)、一般人称代名詞 on(u) - 人々(oni)がある。

### 語順
西ヨーロッパ言語の様にイド語の文章は大概SVO型(主語-動詞-目的語)の語順である。エスペラントの場合どのような語順でも目的語には対格を示す語尾-n（日本語のをに似ている）を付けるのに対し、イド語の場合目的語が動詞の後にある場合は対格語尾を付けない。
- Me havas libro. Me（私） havas（ある、持っている） libro（本一つ）--　私は本を持っている。(エスペラントでは Mi havas libron.)

しかし、対格語尾を目的語に付ければ、目的語を動詞の前に持ってくることもできる。
- Libron me havas.-- 本を私は持っている。「本は私を持っている」ではない。

### 形容詞
エスペラントの形容詞は数(単数形か複数形か)と格(主格か対格か)を名詞に一致させる必要があるが、イド語ではその必要が無い。
- Kavali esas rapida. -- Kavali（馬たち） esas（である） rapida（早い）--馬（たち）は速い。(エスペラントでは Ĉevaloj estas rapidaj.)

## イド語の例
ロシアの詩人ユンナ・モリツの詩でロシアの音楽者アレクサンドル・スカノブが作った曲のイド語訳
Mea vido-cirklo (horizonto)
Me nule savas la Angla, la Franca, la Greka,
Mea vid-cirklo do restas sat mikra e streta -
En mea vid-cirklo trovesas nur flori, arbori,
Nur tero e maro, aero, fairo, amoro.
Me nule savas la Dana e la Portugala,
Mea vid-cirklo restas sat infantala -
Nur joyi rapide pasant', bruligiva aflikto,
Nur esperi, e timi noktal' es en mea vid-cirklo.
Me savas nek la Sanskrito e nek la Latina,
Mea vid-cirklo es ancien-mod' quale tino
Nur morto e nasko homala, nur grani ed astri
Aden mea vid-cirklo penetras e standas sat mastre.
Mea savo artala esas fakultativa.
Mea vid-cirklo restas presk' primitiva -
En olu es nia afero intima, interna
Por ke kun homaro la Tero flugadez eterne.
Mea vid-cirklon restriktas nur timi, esperi,
En olu trovesas nur amo, nur maro e tero.
Aden mea vid-cirklo penetras e standas sat mastre
Nur morto e nasko homala, nur grani ed astri.
- Mea vido-cirkloを聞く[ヘルプ/ファイル]